# Bob und DeEtta Janz
Bob & DeEtta Janz ist ein Gesangsduo christlicher Musik.
Der Kanadier Robert J. „Bob“ Janz (* 18. Oktober 1938) und die US-Amerikanerin DeEtta Hofrichter (* 1939/40), die am 8. Juli 1962 in Grand Island (Nebraska) geheiratet hatten, kamen in den 1960er Jahren nach Deutschland, um hier im Missionswerk Janz Team mitzuarbeiten. Das Duo veröffentlichte einige Singles, bevor sich zusammen mit dem befreundeten Ehepaar Dawn und Del Huff das Quartett Janz Team Ambassadors formierte. 1997 veröffentlichten Bob & DeEtta Janz schließlich ein Album als Duo unter dem Titel Wir brauchen einander. Es folgten weitere Alben sowie eine Konzerttätigkeit im gesamten deutschsprachigen Raum.
Das Ehepaar hat zwei Kinder und wohnt in Lörrach. 

## Singles
- Einst ging ich meinen Weg / Über Wolken weit (Janz Team)
- Aus der Verzweiflung und Not dieser Welt (Janz Team)

## Alben
- Wir brauchen einander (Janz Team Music, 1997)
- In Gottes Spuren (Janz Team Music, 1998)
- Gib niemals auf (Janz Team Music, 2007)
- Gott war so gut (Zusammenstellung, Janz Team Music, 2011)

## Mitwirkung
- Er ist wie die Sonne (Gast bei Eben-Ezer-Chor St. Georgen)
- Herzensgrüße vom Himmel, Vol. 1 (Sampler)